# 奧森多夫湖

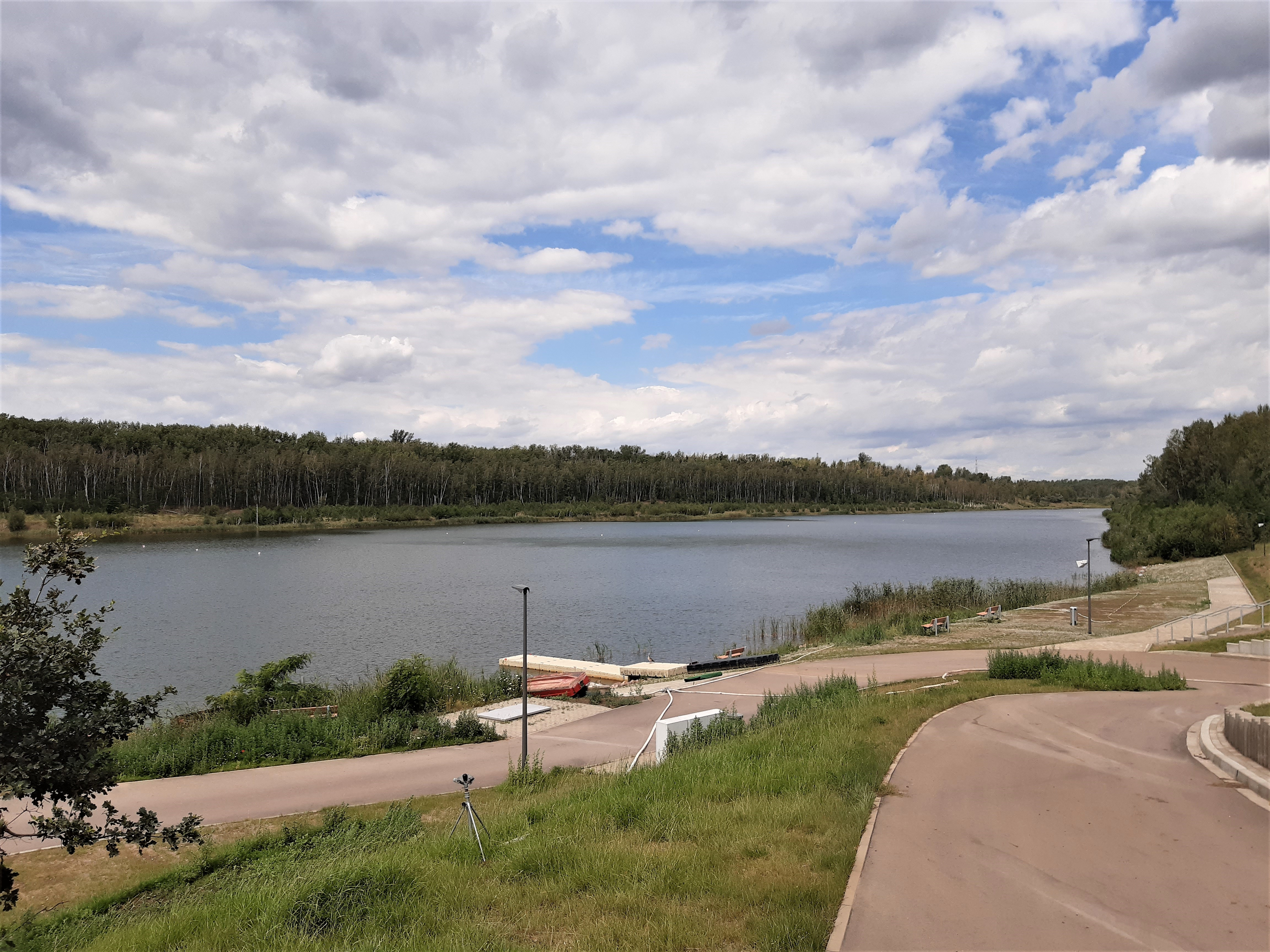

51°25′42″N 12°01′23″E / 51.42838051902641°N 12.023077011108398°E
奧森多夫湖（德語：Osendorfer See），是德國的湖泊，位於該國東北部，由薩克森-安哈爾特州負責管轄，處於薩勒河畔哈勒，面積0.22平方公里，海拔高度74米，平均水深12.5米，最大水深16米，水體容量2,600萬立方米。